# خمپاره‌چی
سپاه خمپاره‌چی (به ترکی استانبولی: Humbaracı Ocağı) بمب‌افکن و خمپاره‌انداز ارتش امپراتوری عثمانی بود و به عنوان اولین نیروهای سازمان یافته و متخصص در سطح سپاه برای این طبقه در تاریخ نظامی جهان در نظر گرفته شده‌است.

## نام
خمپاره (همچنین هومبارا تلفظ می‌شود) از کلمه فارسی hum-i pare (کاسه یا پوشش فلزی برای ذخیره پول) گرفته شده‌است. به دلیل شباهت شکل گلوله‌ها، در ترکی عثمانی از آن برای نامگذاری بمب‌های ریخته شده از آهن یا برنز استفاده می‌شد.
در تُرکی مدرن، این واژه همچنین نشان دهنده جعبه سفالی است که توسط کودکان استفاده می‌شود، مانند یک قلک فلزی.

## تاریخ
در قرن شانزدهم، مصطفی، یک افسر توپخانه در ارتش عثمانی کارگاهی برای ریختن خمپاره ایجاد کرد تا قدرت آتش توپخانه را به گروه‌های پیاده گسترش دهد.
در سال ۱۷۲۹، کلود الکساندر دبونوال (بعدها با نام احمد پاشا خمپاره‌چی) مدرسه خمپاره را دایر و همه سربازان خمپاره‌چی را در یک تشکیلات نظامی در سطح سپاه سازماندهی مجدد نموده و سپاه خمپاره‌چی را تأسیس کرد. در سال ۱۷۳۱، تعداد رزمندگان این سپاه به اندکی بیش از ششصد سرباز، که در تیم‌های بیست و پنج نفره قرار داشتند، سازماندهی شده تا به عنوان یک گروه برای ارتش عثمانی عمل کند. در سال ۱۸۲۶ و در جریان جنبش عساکر منصوره محمدیه برای نوسازی ارتش امپراتوری، این سپاه منحل شد.